# Diakonia (Zeitschrift)
Diakonia. Internationale Zeitschrift für die Praxis der Kirche ist eine pastorale Fachpublikation. Hervorgegangen ist sie aus einer Fusion der beiden ehemals eigenständigen Zeitschriften Der Seelsorger und Diakonia.

## Geschichte
Der Seelsorger: Monatszeitschrift für zeitgemäße Homiletik, liturgische Bewegung und seelsorgerliche Praxis wurde im Jahr 1925 in Wien gegründet und erschien – herausgegeben vom Wiener Seelsorgeinstitut – im Verlag Herder. 1938 durch die Nationalsozialisten verboten, konnte die Zeitschrift 1945 wieder mit dem neuen Untertitel Monatszeitschrift für alle Bereiche priesterlicher Reich-Gottes-Arbeit publiziert werden. Die Herausgeberschaft lag jetzt bei Karl Rudolf, dem damaligen Leiter des Wiener Seelsorgeamtes. 1965 änderte sich der Untertitel im Zusammenhang mit einer konzeptionellen Neuausrichtung abermals zu Zweimonatsschrift für Praxis und Theorie des kirchlichen Dienstes.
ANIMA. Vierteljahreszeitschrift für Praktische Theologie wurde 1945 von dem Pastoraltheologen Franz Xaver von Hornstein gegründet, der auch die Schriftleitung lange Zeit innehatte. Herausgeber war das Seelsorgeinstitut der Universität Freiburg/Schweiz. ANIMA erschien zunächst im Walter Verlag im schweizerischen Olten, ab 1966 dann im Gemeinschaftsverlag Walter und Grünewald und ab 1968 ausschließlich im Matthias-Grünewald-Verlag. 1966 war auch das Jahr der Umbenennung der Zeitschrift. Ab dem 21. Band trug die Publikation den Titel Diakonia.
Der Seelsorger und Diakonia fusionierten im Jahr 1970. Das Gemeinschaftsprodukt der Verlage Herder und Grünewald hieß nun Diakonia/Der Seelsorger – Internationale Zeitschrift für praktische Theologie. Den heutigen Titel trägt Diakonia seit 1972. Seit 2006 ist der Verlag Herder alleiniger Inhaber der Zeitschrift.
Seit dem Jahr 2022 hat der Pastoraltheologe und Missionswissenschaftler Klaus Vellguth die Schriftleitung der Diakonia übernommen.

## Programm
Programmatisch sieht sich die Redaktion dem Zweiten Vatikanischen Konzil verpflichtet. Diakonia will aufzeigen, wie der Auftrag der Botschaft Jesu angesichts der aktuellen gesellschaftlichen Herausforderungen pastoral umgesetzt und gelebt werden kann.
Dabei ist die Zeitschrift bemüht, sowohl Wissenschaft und Praxis als auch Theologie und andere Wissenschaften miteinander ins Gespräch zu bringen und so zur Weiterentwicklung der pastoralen Praxis beizutragen. Der Austausch zwischen Theologen, die an der Universität arbeiten, und jenen in der kirchlichen Praxis wird ebenso gefördert wie die Weitergabe von Erfahrungen unter Praktikern.
Die Beiträge der Zeitschrift behandeln alles, was die Praxis der Kirche in ihren verschiedenen Feldern betrifft. Dabei werden jeweils wissenschaftliche Grundlagen sowie konkrete Erfahrungen eingebracht. Indem der gesellschaftliche Aspekt pastoraler Themen explizit gemacht wird, wird der Kontextualität des kirchlichen Lebens Rechnung getragen.
Seit 2011 erscheinen jährlich vier Ausgaben, die sich jeweils einem Schwerpunktthema widmen. Weitere Einzelbeiträge zu aktuellen und grundlegenden pastoralen Fragen und Diskussionen sowie Rezensionen und eine Glosse zum pastoralen bzw. kirchlichen Zeitgeschehen ergänzen das inhaltliche Angebot. Die Zeitschrift wendet sich primär an alle, die in der konkreten Praxis der Kirche tätig sind, also an alle haupt- und ehrenamtlichen Mitarbeiter, Priester wie Laien. Diakonia geht zwar von der pastoralen Praxis in der katholischen Kirche aus, bezieht aber ökumenische Fragestellungen mit ein und lässt auch nichtkatholische Autoren zu Wort kommen.

## Schriftleiter
Seit Gründung der Zeitschrift Diakonia im Jahr 1966 waren als Schriftleiter tätig:
- Helmut Erharter (1966–1998)
- Veronika Prüller-Jagenteufel (1999–2011)
- Michael Felder (2012)
- Doris Nauer (2014–2021)
- Klaus Vellguth (seit 2022).